# ملحلاح
الملحلاح (الاسم العلمي: Dyerophytum)، جنس نباتات صغيرة تتكون من ثلاث أنواع موزعة في الهند وجنوب شبه الجزيرة العربية، وسقطرى وإفريقيا الجنوبية.

## الأنواع[2]
- Dyerophytum africanum
- Dyerophytum pendulum
- Dyerophytum socotranum